# Tranzit astronomic

Fenomenul de tranzit astronomic sau trecere astronomică a unui astru prin fața unui alt astru constă în interpunerea unui corp ceresc (astru) între observator și un al doilea corp ceresc, atunci când corpul mai apropiat de observator are dimensiune aparentă mai mică, astfel încât acoperirea corpului mai depărtat este doar parțială. Bineînțeles că există și cazul când astrul mai apropiat are dimensiune aparentă mai mare.
De notat că termenul „trecere” sau „tranzit” se mai utilizează, tot în astronomie, pentru trecerea la meridian a unui corp ceresc.

## Ocultație
În primul caz definit mai sus, când corpul ceresc mai apropiat are dimensiune aparentă mai mare, astfel încât acoperirea celui mai depărtat este pentru observator completă, fenomenul se numește „ocultație”.

## Mercur, Venus și Soarele
De importanță deosebită sunt pentru observatorii pământeni, trecerile planetelor inferioare, Mercur și Venus, peste (prin fața) discul Soarelui.

## Momente importante într-un tranzit ceresc
În cadrul unui fenomen de tranzit există patru momente deosebite:
1. primul contact, - momentul începerii tranzitului, când discurile celor doi aștri sunt tangente, fiecare fiind în exteriorul celuilalt;
2. al doilea contact, - momentul în care discul astrului mai apropiat intră complet în interiorul discului celui mai îndepărtat, cele două discuri fiind tangente, unul în interiorul celuilalt;
3. al treilea contact, - momentul în care discul astrului mai apropiat începe să iasă din interiorul discului celui mai îndepărtat, cele două discuri fiind din nou tangente, unul în interiorul celuilalt;
4. al patrulea contact, - momentul final al tranzitului, când discurile celor doi aștri sunt din nou tangente, fiecare fiind în exteriorul celuilalt.

Un tranzit astronomic poate fi și „parțial”, - atunci când discul corpului mai apropiat nu intră complet în discul celui mai îndepărtat, astfel încât "momentele-contact" 2 și 3 lipsesc.